# Sofiïvka
Il parco di Sofiïvka (in ucraino: Софіївка, in polacco: Zofiówka) è un arboreto e un istituto di ricerca scientifica dell'Accademia Nazionale delle Scienze dell'Ucraina. Il parco è situato nella parte settentrionale della città di Uman' nell'Ucraina centrale, presso il fiume Kam'janka. Alcune aree del parco sono esempi di giardino all'inglese. Oggi il parco è un popolare sito turistico e ricreativo ed è visitato ogni anno da circa 500 000 persone.
Sofiïvka è un riferimento scenografico per l'architettura di giardini dell'inizio del XIX secolo a livello mondiale. Il parco conta circa 2 000 diverse specie di piante fra locali ed esotiche: tra queste il tassodio, il pino bianco americano, il tulipifero, il platano, il ginkgo e molte altre.
Dal 1980 il direttore del parco è Ivan Kosenko, corrispondente dell'Accademia delle Scienze e dottore in biologia. Nel 1985 l'asteroide 2259 è stato chiamato Sofievka in onore di questo parco.

## Storia

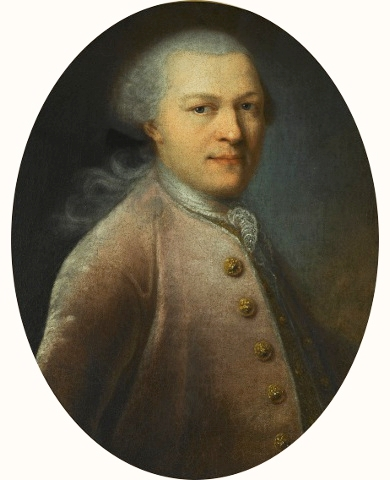
Stanisław Szczęsny Potocki

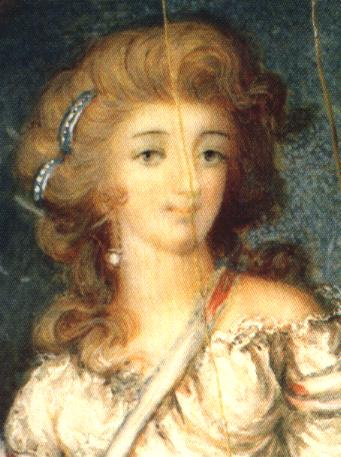
Zofia Potocka (Clavone)

Il parco fu istituito nel 1796 dal conte Stanisław Szczęsny Potocki, un nobile polacco che ricostruì Uman' dopo la Koliïvščyna. La città di Uman' all'epoca era parte dell'Impero russo. Il parco riceve il suo nome dalla moglie del conte, di origine greca, Sofia (Zofia Potocka), infatti è un dono del conte per il compleanno della moglie.
Il costo originario del parco è stato stimato in circa 15 milioni di złoty, una vera fortuna. Il sovrintendente dell'opera fu il polacco Ludwik Metzell, un ingegnere militare che importò molte piante rare da tutta Europa. Impiegò come manodopera contadini locali. Il terreno su cui sorge il parco era inutilizzato, con numerosi burroni ed era diviso dal fiume Kam'janka. La maggior parte del parco è situato lungo lo stesso fiume con una serie di laghetti artificiali e di stagni, cascate (la più alta con un salto di 14 metri), chiuse, il fiume sotterraneo Acheronte (lungo 224 m) e fontane. Alla cerimonia di apertura fu presente Stanisław Trembecki, che scrisse una poesia magnificando il parco e chi gli diede il nome. Il parco è decorato con sculture, per lo più antiche, rocce artificiali, grotte e gazebo.
Il 21 agosto 2007 Il parco di Sofiïvka è stato inserito nella lista delle Sette meraviglie dell'Ucraina da una commissione di esperti e dal voto popolare.

## Vedute del parco
Secondo l'idea originale dell'architetto, il parco presenta differenti scene dei poemi omerici: l'Odissea e l'Iliade.

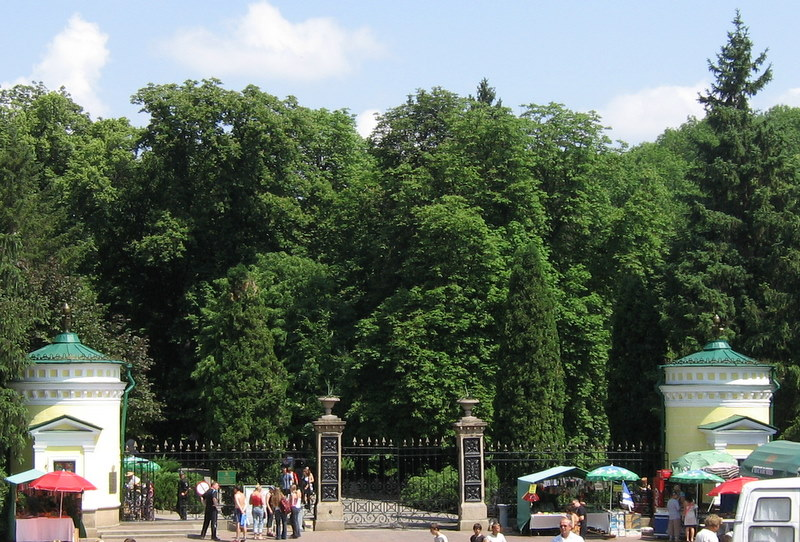
Ingresso principale

### Parte meridionale
L'ingresso principale del parco è su via Sadova e immette i visitatori sul viale centrale. L'ingresso è fiancheggiato da due torri, costruite fra il 1850 e il 1852. Si trova qui un ufficio di informazioni turistiche. L'edificio presenta un'architettura originale, con una terrazza di osservazione sulla sommità. Oltre ad un museo, l'edificio ospita un albergo, un ristorante e una sauna. Per lungo tempo l'ingresso del parco è stato decorato con pioppi neri, che dal parco di Sofiïvka sono diventati popolari in tutto l'Impero russo. Prima del 1996 alla destra dell'ingresso principale si trovava un piccolo museo storico, che era stato costruito nel 1957 ed era usato come laboratorio. Dal 1980 fu modificato in museo, per l'addestramento delle guide. Nel 1996 tutta l'esposizione fu trasferita negli edifici amministrativi. Ora dal sito dove sorgeva il museo si possono vedere la rocce di granito e un piccolo lago di Ginevra che fu realizzato negli anni trenta.
Nel percorso verso il lago di Ginevra fu costruito un gazebo a forma di fungo per una sentinella, ragione per cui la zona a destra dell'ingresso principale è chiamata Fungo. Il gazebo è stato restaurato nel 1994.
Alla destra del viale centrale (tra l'ingresso principale e la rupe Tarpea), crescono cipressi e pini. Questi alberi furono piantati nel 1891. La zona prese il nome di piccola Svizzera prima della Seconda guerra mondiale.
La rupe Tarpea è situata sulla destra dopo la piccola Svizzera e prende il nome dalla rupe posta sul lato sud-orientale del Campidoglio di Roma. Sulla cime c'è un gazebo in legno. Durante il periodo di Potocki, questa roccoa segnava la fine del parco.
Prima del Padiglione della Flora sulla sinistra, si può vedere una sorgente naturale, chiamata la sorgente d'argento. È decorata nello stile antico ed è stata costruita nel 1974.
Il viale centrale termina con il Padiglione della Flora, posto sul lago inferiore in un punto in cui convergono diversi viali.

## Galleria d'immagini

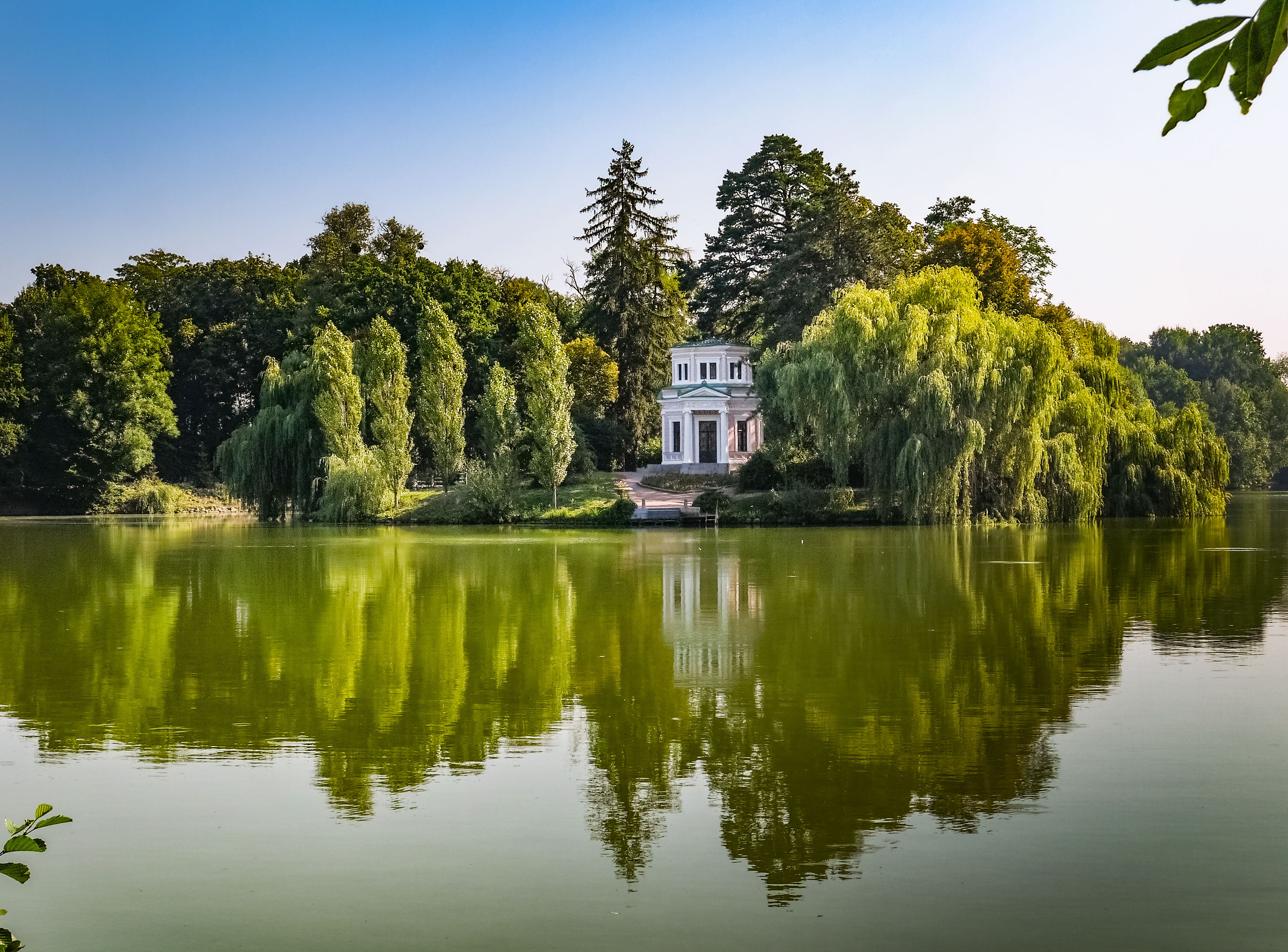
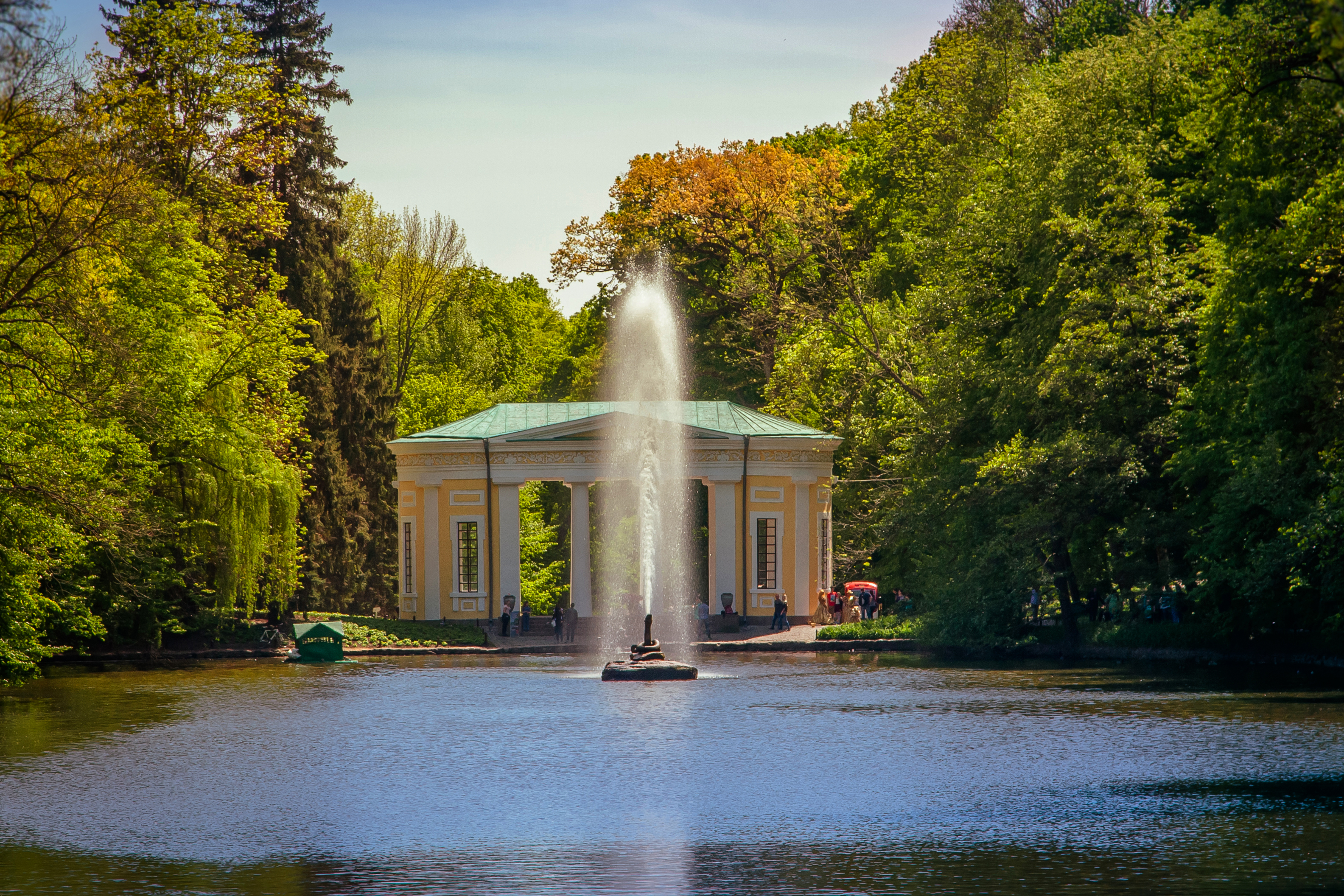
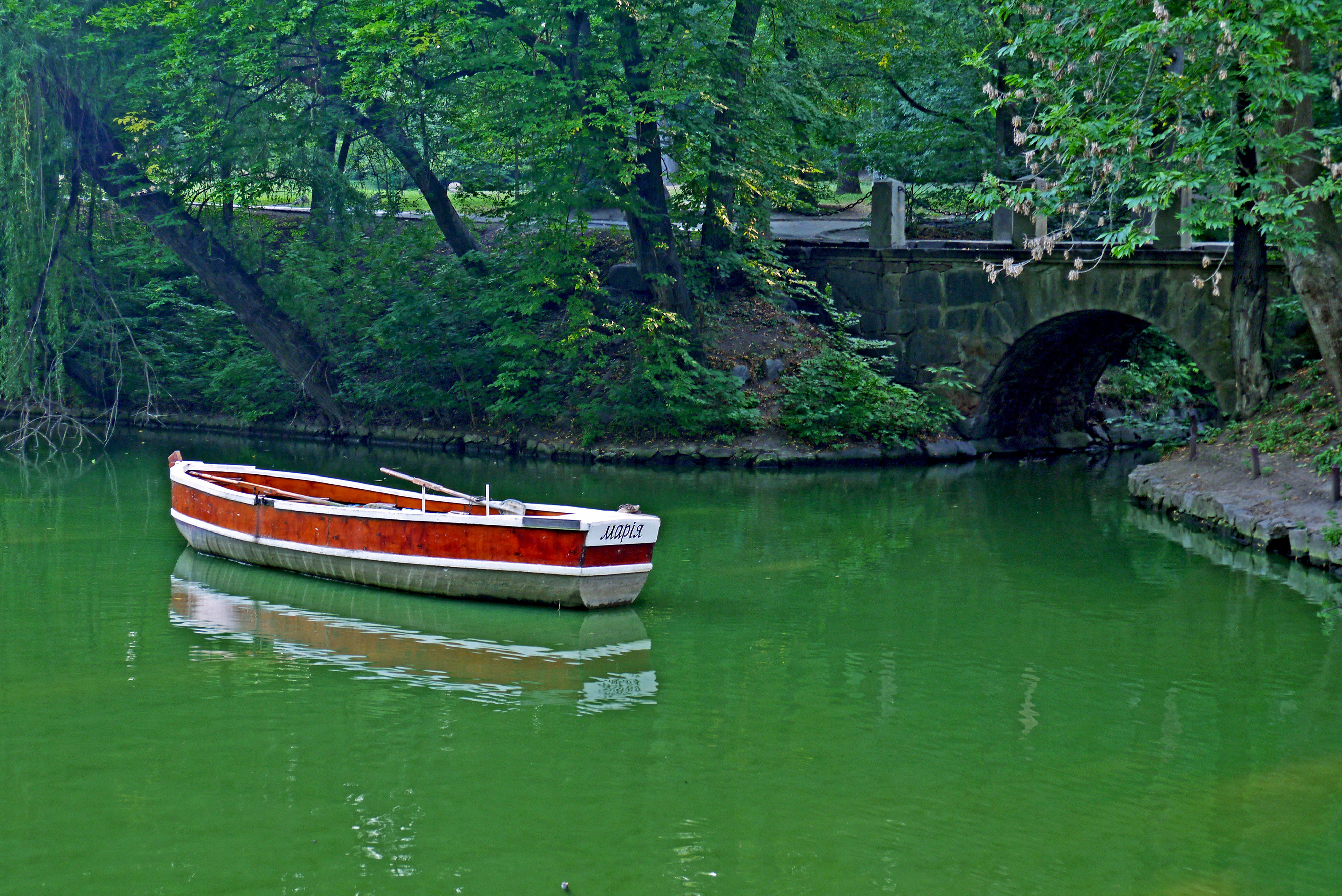
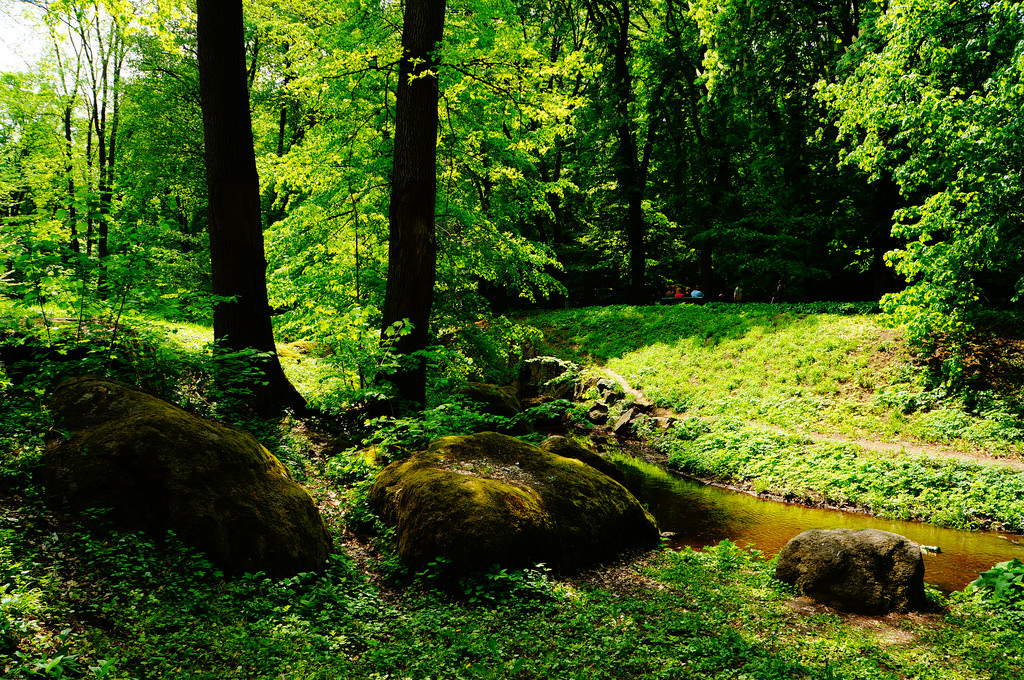
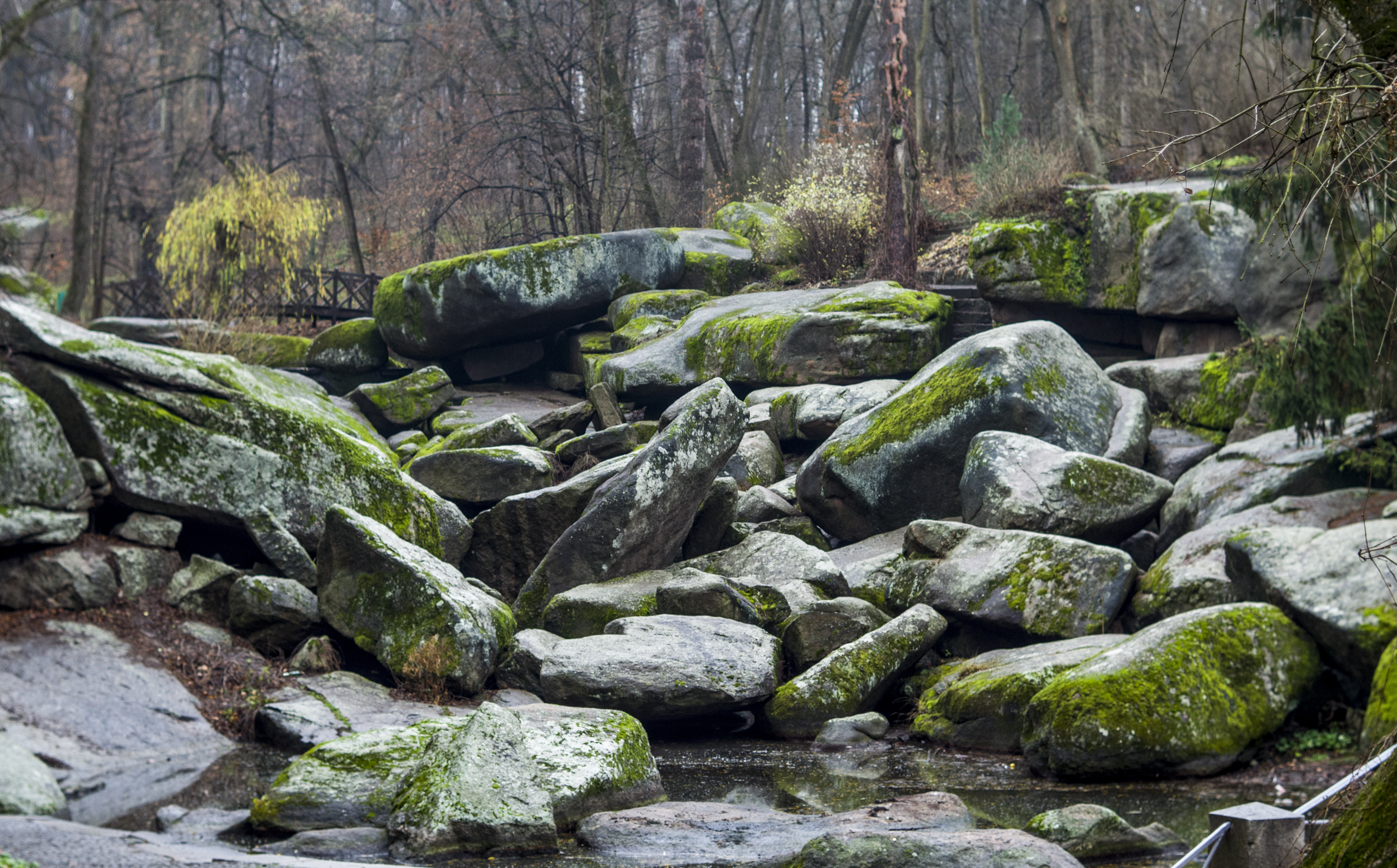
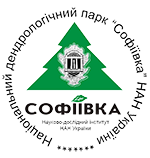